# مقاطعة الري
مقاطعة الري (بالفارسية: شهرستان ری) هي إحدى مقاطعات محافظة طهران في إيران. كان عدد سكان المقاطعة سنة 2016 حوالي 349,700 نسمة.